# Liste der Monuments historiques in Fessenheim-le-Bas
Die Liste der Monuments historiques in Fessenheim-le-Bas führt die Monuments historiques in der französischen Gemeinde Fessenheim-le-Bas auf.

## Liste der Bauwerke
| Bezeichnung            | Beschreibung   | Standort                 | Kennzeichnung | Schutzstatus | Datum | Bild           |
| ---------------------- | -------------- | ------------------------ | ------------- | ------------ | ----- | -------------- |
| Kapelle Ste-Marguerite | um 1200 erbaut | östlich des Ortes (Lage) | PA00084711    | Inscrit      | 1968  | weitere Bilder |

## Liste der Objekte
| Bezeichnung               | Beschreibung                          | Standort                       | Kennzeichnung | Schutzstatus | Datum | Bild |
| ------------------------- | ------------------------------------- | ------------------------------ | ------------- | ------------ | ----- | ---- |
| Skulptur Madonna mit Kind | Holz, farbig gefasst, 18. Jahrhundert | in der Kirche St-Martin (Lage) | PM67001264    | Inscrit      | 2003  |      |